# Pila (Piemont)
Pila ist eine italienische Gemeinde in der Provinz Vercelli (VC), Region Piemont.

## Lage und Einwohner
Pila liegt knapp 90 km nördlich von Vercelli und hat 139 Einwohner (Stand 31. Dezember 2023). Die Nachbargemeinden sind Pettinengo, Piode und Scopello. Das Gemeindegebiet umfasst eine Fläche von 8 km².

## Einzelnachweise

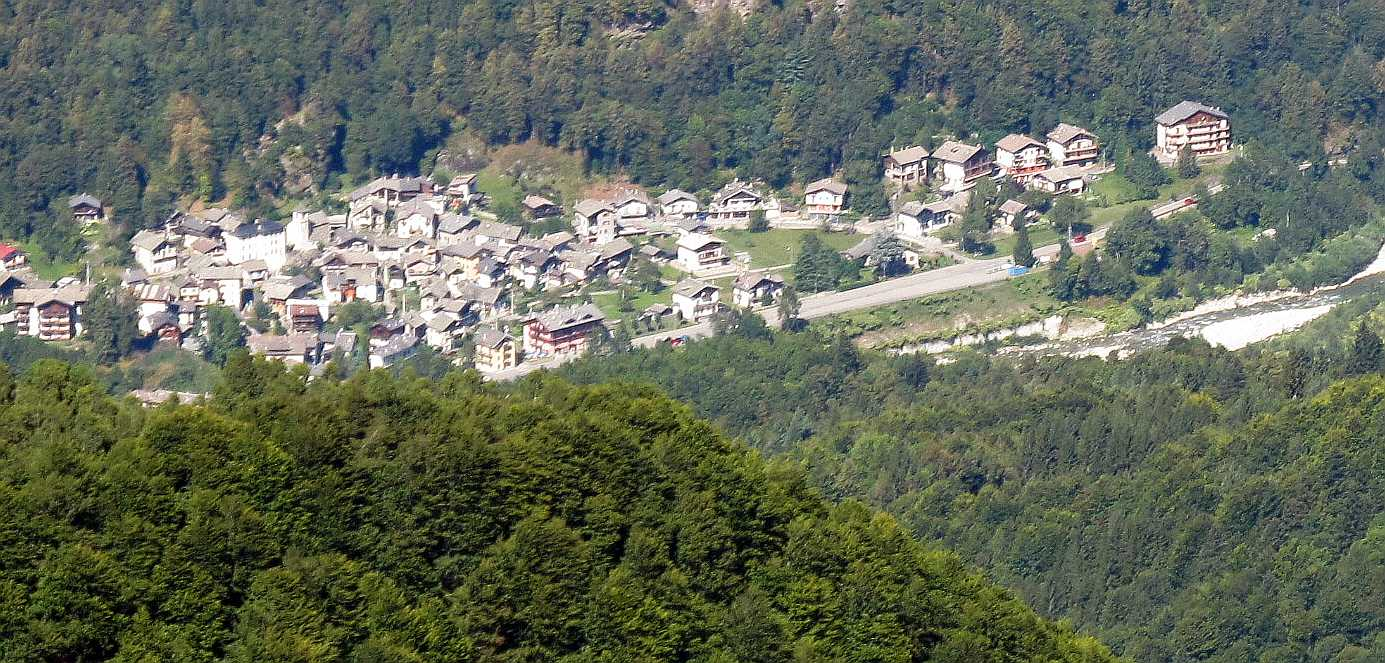
Panorama